# Die Meistersinger von Nürnberg
Die Meistersinger von Nürnberg (en alemany, Els mestres cantaires de Nuremberg) és una òpera en tres actes, escrita i composta per Richard Wagner. És una de les òperes més populars del repertori, i una de les més llargues habitualment representades, amb una durada de gairebé cinc hores. Va ser estrenada al Teatre Nacional de Múnic, el 21 de juny de 1868 pel director Hans von Bülow.
La història té lloc a Nuremberg a mitjan segle xvi. En aquell temps, Nuremberg era una Ciutat Lliure Imperial i un dels centres del Renaixement a Europa del Nord. L'argument es basa en l'històric gremi de Meistersinger (Mestres Cantaires), una associació de poetes i músics afeccionats, molts d'ells pertanyents a la petita burgesia, sovint mestres artesans de les seues respectives professions. Els mestres cantaires conreaven la creació musical amb una orientació artesanal, amb un intricat sistema de regles pel que feia a la composició i interpretació de cançons. L'òpera deu molt del seu encís a l'amable descripció del Nuremberg de l'època i de les tradicions del gremi dels mestres cantaires. Un dels personatges principals, el poeta i sabater Hans Sachs, està basat en una figura històrica: Hans Sachs (1494 - 1576), el més cèlebre dels mestres cantaires històrics.
En el primer Acte, l'orfebre de la ciutat, Veit Pogner, anuncia que el guanyador del certamen de cançons del dia de Sant Joan obtindrà la mà de la seua filla Eva. L'únic requisit és que el guanyador siga, o esdevinga, mestre cantaire. Walther, un jove cavaller que ja està enamorat d'Eva, decideix participar en el concurs, però la seua cançó és massa radical, i fracassa en el seu intent d'esdevenir mestre cantaire. En el segon acte, el funcionari municipal Beckmesser determina participar en el certamen amb l'objectiu de casar-se amb Eva, però inconscientment provoca un avalot. En el tercer acte, el sabater Hans Sachs ajuda a Walther a compondre una excel·lent cançó, amb la qual aconsegueix vèncer el seu contrincant Beckmesser i guanyar la mà d'Eva.
Die Meistersinger von Nürnberg ocupa un lloc únic en la producció de Wagner. És l'única comèdia entre les seues òperes de maduresa (havent arribat a rebutjar la seva primerenca Das Liebesverbot), i l'única que té per marc un temps i lloc històric ben definit, en lloc d'un context mític o llegendari. També és l'única òpera de maduresa del compositor que està basada en una història absolutament original, escrita pel mateix Wagner. Incorpora tots els convencionalismes de l'òpera tradicional dels quals Wagner havia abominat en els seus precedents assajos de teoria de l'òpera: versos rimats, àries, cors, un quintet i fins i tot un ballet. Des del punt de vista tècnic, Wagner, que en la precedent òpera Tristan und Isolde havia assolit les màximes quotes de cromatisme i una harmonia que fregava l'atonalitat, amb Die Meistersinger fa una regressió a l'estricta escala diatònica. Die Meistersinger és també intertextual: com a L'Orfeo i Die Zauberflöte es tracta d'una composició musical en la qual la música mateixa és el centre de la història.

## Composició
Wagner va descriure en la seua autobiografia Mein Leben la gènesi de Die Meistersinger. Prenent les aigües al balneari de Marienbad l'any 1845, va començar a llegir la Història de la Literatura Alemanya de Georg Gottfried Gervinus. Aquesta obra inclou capítols sobre l'obra dels Meistersinger i sobre Hans Sachs.

"Vaig fer-me una extraordinàriament vívida imatge de Hans Sachs i els mestres cantaires de Nuremberg. Em va intrigar especialment la institució del Marcador i la seua funció de qualificador de l'excel·lència de les cançons... Durant un passeig vaig concebre una escena còmica en la qual el popular artesà poeta, colpejant en la seua forma li dona al Marcador, obligat a cantar davant d'ell, el seu merescut pel seu previ capteniment pedant durant l'assemblea oficial de cant, fent-li tastar la seua pròpia medecina."
El llibre de Gervinus també esmenta un poema de Hans Sachs sobre el reformador protestant Martin Luther, titulat Die Wittembergisch Nachtigall ("El rossinyol de Wittemberg"). Els primers versos del poema, sobre la reforma, van ser usats per Wagner en l'acte tercer quan la gentada aclama Sachs: 
"Wacht auf, es nahet gen den Tag; ich hör' singen im grünen Hag ein wonnigliche Nachtigall."
A més a més, Wagner va afegir una escena basada en la seua pròpia vida, en la qual un cas de confusió d'identitat gairebé provoca un escàndol: aquesta situació va ser la base per al final de l'Acte 2.
"A partir d'aquesta situació es va generar un avalot, el qual, mitjançant els crits i el soroll i un inexplicable augment del nombre de participants, aviat va assumir un caràcter vertaderament diabòlic. Em semblava que la ciutat sencera havia desembocat en un escàndol…Aleshores, sobtadamnent, vaig sentir un fort colp, i la multitud es va dispersar en totes direccions…Un dels clients habituals havia colpejat un dels avalotadors més sorollosos…. I va ser l'efecte d'aquesta acció el que va esglaiar tothom tan ràpidament."
El primer esborrany del llibret està datat a Marienbad 16 de juliol de 1845. Wagner va dir després a "Eine Mitteilung an meine Freunde" (1851) que Meistersinger havia de ser una òpera còmica després d'una òpera tràgica: Tannhäuser. D'igual manera que els teatres atenencs programaven una sàtira després d'una tragèdia, Wagner va voler crear Meistersinger després de Tannhäuser: el lligam entre totes dues òperes és el fet que ambdues inclouen episodis de certàmens de cançons.

### Influència de Schopenhauer
L'any 1854 Wagner va llegir per primera vegada Schopenhauer, i va quedar colpit per les teories estètiques del filòsof. En la seua filosofia, l'art és un mitjà d'evasió dels patiments del món, i la música és el més elevada de les arts, atès que és l'única que existeix sense representar el món (és a dir, es tracta d'un art abstracte). Aquesta és precisament la causa que la música puga comunicar emocions sense la necessitat de la paraula. En el seu primerenc assaig Opera und Drama (1850-1) Wagner havia atacat els elements principals de la construcció operística: àries, cors, duets, trios, recitatius, etc. Després de llegir les teories de Schopenhauer sobre el paper de la música, Wagner va reavaluar la seua pròpia teoria, i moltes de les seues noves conclusions es van traslladar a Die Meistersinger.
Tot i que Die Meistersinger és una comèdia, també palesa les idees de Wagner sobre el lloc de música en la societat, sobre la renúncia de la voluntat i sobre el consol que la música porta a un món ple de Wahn (terme que pot ser traduït com "il·lusió", "bogeria" o "auto-engany"). És el Wahn el que causa l'avalot de l'Acte 2 - una seqüència d'esdeveniments provocats per un cas de confusió d'identitat, que pot ser considerat com na mena d'auto-engany. Molts crítics han assenyalat que Sachs, en el seu famós monòleg de l'Acte 3: Wahn, wahn, überall Wahn, parafraseja Schopenhauer quan descriu la manera en què el Wahn, o auto-engany, porta als homes a comportar-se de maneres que són auto-destructives.
in Flucht geschlagen,
 wähnt er zu jagen;
 hört nicht sein eigen Schmerzgekreisch, 
wenn er sich wühlt ins eig'ne Fleisch, 
wähnt Lust sich zu erzeigen!
(Tothom percaçat, imagina percaçar a altri, 
ningú sent el mateix crit de dolor
quan en ferir-se a si mateix, 
s'imagina que es dona plaer!)
L'any 1861, després de concloure Tristany i Isolda, Wagner va reprendre el treball en Die Meistersinger amb unes conviccions filosòfiques ben diferents de les que sentia quan va fer l'esborrany de la comèdia. El personatge de Hans Sachs esdevingué un dels més schopenhauerians de tot el catàleg de Wagner. L'estudiosa de Wagner Lucy Beckett ha assenyalat la remarcable similitud entre el Sachs de Wagner i la descripció que Schopenhauer va fer de l'home noble:
"Sempre ens imaginem un caràcter vertaderament noble com posseïdor d'una certa dosi de silenciosa saviesa... És una consciència que ha resultat del coneixement de la vanitat de tots els èxits i del patiment de totes les vides, no només dels propis." (Schopenhauer: El món com a voluntat i representació)
L'altra faceta principal de la personalitat de Sachs - la seua renúncia a l'esperança de guanyar l'amor d'Eva - també és profundament schopenhaueriana. Sachs hi renuncia a la voluntat en la seua forma suposadament més insistent, la de l'amor sexual. Wagner assenyala aquest moment amb una directa referència musical i textual al Tristan und Isolde: "Mein Kind, von Tristan und Isolde kenn' ich ein traurig Stück. Hans Sachs war klug und wollte nichts von Herrn Markes Glück." (Filla meva, conec una història trista de Tristany i Isolda. Hans Sachs fou llest i no volgué córrer la mateixa sort que el Rei Marke -personatge de l'òpera Tristan und Isolde que és traït quan Isolda, la seva muller, s'enamora de Tristany).

### Finalització i estrena
Una vegada conclosa la trama, Wagner va començar l'escriptura del llibret l'any 1862, i va continuar amb la composició de l'obertura. L'obertura va ser interpretada en públic a Leipzig el 2 de novembre de 1862, sota la direcció del compositor. La composició de l'acte 1 va començar a la primavera de 1863 al suburbi vienès de Penzig, però l'òpera completa no va ser conclosa fins a l'octubre de 1867, quan Wagner vivia a Triebschen, prop de Lucerna. Aquests anys van ser dels més difícils per a Wagner: la producció parisenca de Tannhäuser, l'any 1861, va ser un fiasco, Wagner va perdre l'esperança de concloure L'anell del nibelung, la producció a Viena, l'any 1864, de Tristany i Isolda va ser abandonada després de 77 assaigs, i finalment la primera muller de Wagner, Minna va morir. Còsima Wagner va escriure posteriorment:
"Quan les futures generacions buscaran consol en aquesta obra única, hauran de dedicar un pensament a les llàgrimes de les quals sorgeixen els somriures."
L'estrena va tenir lloc al Königliches Hof- und National-Theater de Múnic, el 21 de juny de 1868. La producció va comptar amb el patrocini de Lluís II de Baviera i el director d'orquestra va ser Hans von Bülow. Franz Strauss, el pare del compositor Richard Strauss era trompista de l'orquestra en l'estrena, malgrat el seu obert desdeny per l'obra de Wagner, qui va estar present a la major part dels assaigs. Les freqüents interrupcions i digressions del compositor als assaigs van fer d'aquests una feina tediosa. Després d'un assaig de 5 hores de durada, Franz Strauss va liderar una vaga de l'orquestra, dient que no podien tocar més. Però, tot i els problemes, l'estrena va ser un triomf, i l'òpera va ser saludada com de les obres més reeixides de Wagner. Al final de la primera representació, el públic va reclamar la presència de Wagner, el qual va aparèixer a la llotja reial, que havia estat compartint amb el rei Lluís. Wagner s'hi va dirigir al públic, trencant el protocol de la cort, que dictava que només el monarca podia adreçar-se al públic des de la llotja.

## Sinopsi

### Acte I

#### Escena1
Interior de l'Església de Santa Caterina a Nuremberg. La missa està a punt d'acabar quan Walther von Stolzing, un jove cavaller, entra. Busca a Eva, a qui va conèixer el dia anterior, i li pregunta si està promesa a algú. És evident que Eva està enamorada de Walther, però li informa que son pare, l'orfebre i mestre cantaire Veit Pogner, ha determinat donar-la en matrimoni al vencedor del certamen de cançons que tindrà lloc l'endemà, dia de Sant Joan (Solstici d'estiu). La nodrissa d'Eva, Magdalena, indueix al seu pretendent David a instruir Walther en l'art dels mestres cantaires. Espera que Walther esdevinga mestre cantaire durant la reunió del gremi, que tindrà lloc immediatament en l'església, de manera que puga participar en el concurs de l'endemà.

#### Escena 2
Mentre els altres aprenents arrangen l'església per a la reunió, David explica a Walther que ell és l'aprenent de Hans Sachs, un mestre sabater i un molt respectat mestre cantaire. Després li dona una confusa lliçó sobre les regles dels mestres cantaires per a la composició i el cant. (Moltes de les melodies citades són melodies reals de l'època.) Walther, òbviament, se sent aclaparat per unes regles tan complexes, però està determinat a lluitar per una plaça en el gremi.

#### Escena 3
Els primers mestres cantaires ingressen en l'església: el pare d'Eva, Veit Pogner i el funcionari municipal Beckmesser. Beckmesser, que planeja guanyar la mà d'Eva en el certamen, mostra immediatament el seu disgust amb el nouvingut Walther.
Arriben els altres mestres, i Fritz Kothner passa llista. Pogner, dirigint-se a l'assemblea, anuncia que oferirà la mà de la seua filla al guanyador del concurs de cançons. Quan Hans Sachs argumenta que Eva hauria de ser escoltada sobre la matèria, Pogner diu que Eva podrà rebutjar el guanyador, però haurà de triar un mestre cantaire. Altre suggeriment de Sachs, que siga el poble, i no el gremi, qui decidisca qui serà el guanyador, és rebutjada pels altres mestres.
Walther és presentat, i els mestres accepten posar-lo a prova per a admetre'l com a membre del gremi. Haurà de ser jutjat per Beckmesser, el "Marcador" del gremi. Walther canta una innovadora cançó amb una forma lliure que, òbiament, trenca amb totes les regles dels mestres cantaires; per tant, és constantment interromput pel clarió de Beckmesser, qui maliciosament colpeja la pissarra anotant error rere error. Tot i la insistència de Sachs perquè Walther puga continuar, la resta dels mestres interromp la prova, rebutjant al candidat.

### Acte II

#### Escena 1
Capvespre a un carrer de Nuremberg, al cantó entre la casa de Pogner i el taller de Sachs. David informa a Magdalena del fracàs de Walther. Amoïnada, Magdalena deixa a David sense la cistella de menjar que li havia portat. Això provoca les burles dels altres aprenents, i quan David està a punt d'esclatar arriba Sachs i li ordena que entre al taller.

#### Escena 2
Arriben Pogner i Eva, immersos en una conversa que gira entorn del tema del seu compromís: Eva dubta en preguntar el resultat de la prova de Walther, mentre que Pogner dubta íntimament sobre si ha fet bé en oferir la mà de la seua filla en el concurs. En entrar a casa, apareix Magdalena i comunica a Eva els rumors sobre el fracàs de Walther. Eva decideix preguntar a Sachs sobre l'assumpte.

#### Escena 3
En fer-se de nit, Hans Sachs s'asseu enfornt de sa casa per a treballar en un nou parell de sabates per a Beckmesser. Pensa en la cançó de Walther, que li ha fet una forta impressió.

#### Escena 4
Eva s'acosta a Sachs, i ambdós parlen del concurs de cançons de l'endemà. Eva, òbviament, no es mostra gens entusiasmada amb Beckmesser, qui sembla haver esdevingut l'únic concursant amb possibilitats de guanyar. Eva deixa caure que no li desagradaria que Sachs, un vidu, guanyara el concurs. Pregonament colpit, Sachs replica que seria un marit massa vell per a ella. A preguntes d'Eva, Sachs relata el fracàs de Walther a l'assemblea del gremi. Això provoca el desconsol d'Eva, i Sachs confirma la seua sospita que la noia està enamorada de Walther. Magdalena ve a buscar a Eva, i li diu que Beckmesser vindrà aquesta nit a fer-li una serenata. Eva, determinada a buscar Walther, li diu a Magdalena que simule ser ella a la finestra.

#### Escena 5
Tot just en quedar-se sola Eva, apareix Walther. Li conta a Eva el que ha succeït a l'assemblea, i ambdós decideixen fugir plegats. Però Sachs ha pogut escoltar els seus plans i quan els enamorats intenten passar per davant del seu taller, ell il·lumina el carrer amb la seua llanterna, forçant-los a retrocedir fins al cantó més fosc de la casa de Pogner. Walther intenta enfrontar-se a Sachs, però li ho impedeix l'arribada de Beckmesser.

#### Escena 6
Tot just Eva i Walther s'ha amagat a la foscor, Beckmesser comença la seua serenata. Sachs l'interromp cantant una cançó de sabater mentre colpeja amb el martell el cuiro de les sabates que fa. Amoïnat, Beckmesser li demana que no cante, però Sachs fingeix ignorància i respon que ha d'acabar les sabates que el mateix Beckmesser ha encarregat, per a l'endemà. Beckmesser, que ha albirat algú a la finestra d'Eva (Magdalena disfressada), no té temps per a discutir. A males penes admet la proposta de Sachs de fer de marcador, indicant cada error de la serenata amb un colp del martell. Beckmesser comença, però comet tants errors que amb els repetits colps de martell, Sachs enllesteix les sabates. Tot el veïnat es desperta amb el soroll. David, veient que algú li fa una serenata a Magdalena, agafa un bastó i comença a apallissar Beckmesser. Els altres aprenents acudeixen a la baralla, i la situació degenera en un avalot de grans proporcions. En la confusió, Walther intenta fugir amb Eva, però Sachs empenta a la noia dins de sa sa casa i a Walther al seu taller. La tranquil·litat torna tan sobtadament com va desaparèixer. Una figura solitària travessa el carrer—el sereno que canta l'hora.

### Acte III

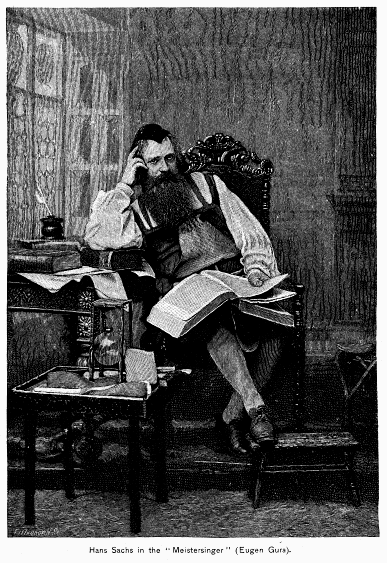
Eugen Gura com Hans Sachs

#### Escena 1
A l'albada. Sachs llegeix un gruixut llibre al seu taller. Perdut en els seus pensaments, no respon quan David torna de lliurar les sabates noves a Beckmesser. Finalment, David aconsegueix atraure l'atenció del seu mestre, i ambdós parlen de la festa—avui és el dia de Sant Joan, i l'onomàstica de Hans Sachs! David recita uns versos per a Sachs, i se'n va a preparar-se per al festival.
Sol, Sachs pensa en l'avalot de la nit precedent. "Bogeria! Bogeria! Pertor arreu bogeria!" (Wahn! Wahn! Überall Wahn!) El seu intent per evitar la fugida va acabar en violència. Tanmateix, està disposat a fer treballar la bogeria per a ell en aquest dia.

#### Escena 2
Walther, qui ha passat la nit a casa de Sachs, entra a l'habitació. Li diu a Sachs que ha tingut un somni agradable, i encoratjat per Sachs, s'hi inspira per a compondre dues seccions d'una cançó per al concurs. Sachs va copiant el text dels versos mentre Walther va cantant. Queda una secció final per ser composta, però Walther està cansat de cançons. Els dos homes surten de l'habitació per a vestir-se per al festival.

#### Escena 3
Beckmesser, encara adolorit per la pallissa, entra al taller. Veu els versos de la cançó sobre l'escrivania de Sachs, i arriba a la conclusió que aquest ha estat treballant per a participar en el concurs i obtenir la mà d'Eva. El sabater torna, i Beckmesser li demana explicacions sobre els versos. Però Sachs declara que no té cap intenció de participar en el concurs ni d'aconseguir Eva, i es mostra disposat que Beckmesser s'enduga el poema, fins i tot prometent-li que mai no dirà que és seu. Beckmesser se'n va corrent a preparar una melodia per al poema, emocionat amb l'expectativa de poder usar uns versos del mestre Sachs.

#### Escena 4
Eva entra al taller. Cerca Walther, però pretexta queixar-se d'una sabata que Sachs li va fer. Sachs s'adona que la sabata està perfectament acoblada, però simula arranjar-la alterant el cosit. Mentre treballa, li diu a Eva que tot just acaba d'escoltar una bella cançó, a la qual només li falta el final. Eva crida d'alegria quan Walther entra a l'habitació, esplèndidament vestit per al festival, i canta la tercera i final secció de la cançó. La parella està colpida i agraïda Sachs. Eva li ofereix disculpes per haver jugat amb els seus sentiments, però Sachs no les accepta, bromejant sobre la seua condició de sabater, poeta i vidu. Finalment, però, admet a Eva que, malgrat els seus sentiments envers ella, està resolt a evitar el destí del Rei Marc (una referència a altra òpera de Wagner, Tristany i Isolda), beneint així els dos enamorats.
Apareixen David i Magdalena. Sachs anuncia al grup que s'ha compost una nova cançó, que d'acord amb les regles dels Meistersinger, haurà de ser batejada. Com un aprenent no pot ser testimoni del bateig, promou David al rang d'oficial amb la tradicional bufetada en l'orella. Llavors bateja la nova cançó amb el nom de Cançó del Somni Matinal (Selige Morgentraumdeut-Weise). Després d'invocar llur bona fortuna, el grup surt cap al festival.

#### Escena 5
La festa de Sant Joan té lloc a la ribera del riu Pegnitz. Els diferents gremis entren en processó, que culmina amb l'arribada dels mestres cantaires. La multitud lloa Hans Sachs, el més estimat dels Meistersinger. El concurs de cançons comença. El primer concursant és Beckmesser, qui utilitza els versos que va obtenir de Sachs. Tanmateix, és incapaç d'inserir les paraules en una melodia adequada, i acaba cantant de manera tan maldestra que el públic esclata a riure. Enrabiat, acusa Hans Sachs de ser l'autor de la cançó. Sachs ho nega; i com a prova, invita Walther a l'escenari.
La interpretació que Walther fa de la seua cançó trenca totes les regles dels mestres cantaires, però és tan bella que tothom el proclama vencedor. Ha guanyat el concurs, i la mà d'Eva. Els Meistersinger volen fer-lo membre del seu gremi, però ell hi refusa, deixant tothom decebut amb la seua negativa. Aleshores intervé de nou Sachs: «No menyspreeu els mestres, us ho pregue!». Malgrat els seus errors, els Meistersinger han lluitat per l'art alemany a la seua manera, preservant-lo al llarg d'anys de treball. Walther finalment hi accepta, i el públic lloa de nou Hans Sachs, el benvolgut Meistersinger de Nuremberg.

## Beckmesser
Se sol pensar que el personatge de Beckmesser, un home amargat que jutja les cançons dels mestres estrictament per les regles, va ser concebut deliberadament per Wagner com una ridícula caricatura del crític musical Eduard Hanslick. Però de fet, l'esbós original de Wagner de l'any 1845 va ser escrit abans que coneguera Hanslick i, per tant, sembla que l'objectiu de Wagner eren els crítics musicals en general. Eduard Hanslick no va començar a publicar crítiques de les obres de Wagner fins a l'any 1846, i inicialment van ser-ne altament favorables. Amb el pas del temps, les idees musicals de Wagner i Hanslick van fer-se cada vegada més divergents, i Hanslick esdevingué molt més crític amb el compositor. Potser per això, Wagner va donar al Marcador el nom de "Veit Hanslich" al seu segon esbós en prosa (octubre de 1861): un nom que certament al·ludeix al de Hanslick. Però l'any 1862 va canviar el nom pel de Beckmesser. No hi ha proves que Hanslick sabera mai que el seu nom pareixia als primers esbossos de Die Meistersinger.
Sovint s'ha cregut també que durant una lectura pública del llibret, en la qual estava present Hanslick, aquest va reaccionar negativament quan es va adonar que el personatge de Beckmesser estava basat en ell. Aquest punt de vista va sorgir del relat que Wagner va fer d'aquesta sessió de lectura a la seua autobiografia ("Mein Leben"), una obra de la qual s'ha dubtat sovint de la seua fidelitat als fets i de la seua veracitat. Les mateixes memòries de Hanslick també es refereixen a aquest episodi, i no hi fa cap esment a la pressuposada reacció, i de fet, posteriorment ell mateix va lloar el llibret de Die Meistersinger.
L'estudiós de Wagner Barry Millington ha apuntat la idea que Beckmesser representaria l'estereotip del jueu, la humiliació del qual a mans de l'ari Walther fa així palès l'antisemitisme de Wagner. Millington va argumentar al seu article de 1991 Nuremberg Trial: Is There Anti-Semitism in 'Die Meistersinger'? que molts dels estereotips antisemites habituals a l'Alemanya del segle xix formaven part del «teixit ideològic» de Die Meistersinger, i que Beckmesser encarnava aquestes inequívoques característiques antisemites. L'article de Millington va provocar un significatiu debat entre els experts en l'obra de Wagner, incloent-hi Charles Rosen, Hans Rudolph Vaget, Paul Lawrence Rose i Karl A. Zaenker.

## Reaccions i crítica
Die Meistersinger va merèixer una acollida entusiàstica a la seua estrena, l'any 1868, i va ser considerada l'obra de Wagner amb un atractiu més directe. Eduard Hanslick va escriure a Die Neue Freie Presse després de l'estrena: «Enlluernadores escenes de colorit i esplendor, conjunts plens de vida i caràcter apareixen davant dels ulls de l'espectador, permetent-li a males penes sospesar en quina mesura aquests efectes tenen el seu origen en la música».
En l'any següent a l'estrena, l'òpera va ser interpretada arreu d'Alemanya: Dresden, Dessau, Karlsruhe, Mannheim, Weimar, Hannover, així com a Viena i també a Berlín l'any 1870. Com una de les més populars i cèlebres òperes alemanyes durant la Unificació de l'any 1871, Die Meistersinger esdevingué un punyent símbol del patriotisme en l'art alemany, i l'al·locució de Hans Sachs al final de l'Acte 3 sobre la necessitat de preservar l'art alemany de la influència estrangera (especialment la francesa) esdevingué un tòpic del nacionalisme alemany, especialment durant la Guerra francoprussiana.
Durant el segle xx, l'òpera va continuar com un emblema patriòtic durant l'imperi Alemany, la República de Weimar, i de manera encara més notòria durant el Tercer Reich. A la reobertura del Festival de Bayreuth l'any 1924, després de la inactivitat provocada per la Primera Guerra Mundial, es va programar Die Meistersinger. El públic es va posar dempeus durant l'al·locució final de Hans Sachs, i va cantar l'himne nacional alemanya «Deutschland über Alles» en acabar l'òpera.
Die Meistersinger va ser utilitzada en la propaganda nazi. La fundació del Tercer Reich, el 21 de març de 1933, va ser celebrada amb una representació de l'òpera en presència de Hitler. El preludi del tercer acte se sent sobre vistes del vell Nuremberg al principi de la pel·lícula de Leni Riefenstahl Triumph des Willens (1935), documental sobre el congrés del Partit Nacional Socialista de l'any 1934. Durant la Segona Guerra Mundial Die Meistersinger va ser l'única òpera representada als Festivals de Bayreuth dels anys 1943 i 1944.
L'associació de Die Meistersinger amb el nazisme va inspirar una de les més controvertides produccions de l'òpera. La primera producció de Meistersinger després de la Segona Guerra Mundial va tenir lloc l'any 1956, quan Wieland Wagner, net del compositor, va intentar allunyar l'obra del nacionalisme alemany, presentant-la en termes més abstractes, evitant qualsevol referència a Nuremberg en l'escenografia. La producció va ser titllada com «Die Meistersinger ohne Nürnberg» (Els mestres cantaires sense Nuremberg).
La besneta del compositor, Katharina Wagner, va dirigir-ne una altra producció controvertida a Bayreuth l'any 2007, on els mestres cantaires eren presentats com uns adusts professors d'una escola a la qual assistien els aprenents, Sachs era mostrat com un anarquista i el concurs de cançons va ser muntat a l'estil d'American Idol.